# Abeørn
Abeørn (Pithecophaga jefferyi) er verdens største høgefugl, når det gælder længden fra hale til næb, der kan nå op til 102 cm. Fuglen lever kun i skovområder på de filippinske øer Luzon og Mindanao og kaldes også filippinsk abeørn. Abeørnen vejer op til 6 kg med et vingefang på 220 cm. Fuglen har fået navnet efter sin appetit på aber. Den tager også andre større pattedyr og fugle.
Abeørnen er det eneste nulevende medlem af slægten Pithecophaga.
Arten hører til blandt de mest truede rovfugle, da den tætte tropiske skov, den lever i, bliver ryddet bl.a for at skaffe agerjord.